# División de Corea

Frontera divisoria.

Mapa provincial de Corea unida, antes de la invasión japonesa de 1910.

La división de Corea (한반도 분단 en coreano) fue un suceso histórico que, en el contexto de la Segunda Guerra Mundial y de la Guerra Fría, llevó a la fragmentación de la península de Corea en dos Estados soberanos, Corea del Norte y Corea del Sur, cuya frontera se fijó en el paralelo 38° por un acuerdo entre la Unión Soviética y los Estados Unidos.

## Historia
Por idea del general estadounidense Douglas Mac Arthur, en octubre de 1943 los jefes de Estado de Estados Unidos y la URSS se reunieron en Moscú y acordaron que la URSS declararía la guerra a Japón una vez que hubiera terminado el conflicto bélico en Alemania. Esta decisión venía auspiciada por la creencia de que el Imperio japonés era más vulnerable por el norte, en Manchuria y Corea, que por el sur, en Filipinas, donde estaba ganando las batallas.
El 8 de agosto de 1945 (dos días después del primer bombardeo atómico a Japón en Hiroshima por parte de los EE. UU.), la URSS declaró la guerra a Japón y, al día siguiente, 9 de agosto de 1945, atacó la península de Corea por el norte. Esta decisión alarmó a los Estados Unidos que, tras los bombardeos atómicos sobre Japón (asegurando con ello la pronta rendición japonesa), ya no estaban tan interesados en la entrada de la Unión Soviética en la guerra. El 10 de agosto de 1945 (un día después del segundo bombardeo atómico a Japón en Nagasaki), Estados Unidos envía tropas a Busan, al sur de la península coreana. Corea, por su parte, contaba con una guerrilla de ideología comunista que se enfrentaba a Japón y apoyaba las medidas de la URSS. Las tropas estadounidense también fueron bien recibidas a su desembarco en Busan, al sur.
El 10 de agosto, al preparar la rendición general de Japón, la División de Operaciones del Departamento de Guerra de Estados Unidos eligió el paralelo 38° como límite de la defensa del país. El día 15 de agosto se publicó la rendición. Iósif Stalin, en un clima de creciente tensión entre Estados Unidos y la Unión Soviética, ordenó a sus tropas que se detuvieran al norte del paralelo 38°, mientras que las tropas estadounidenses estaban situadas al sur de este. Stalin admitió la rendición de Japón y no dijo nada sobre la división de Corea. Los estadounidenses tomaron este acto como una aceptación de la misma.
El norte, que comenzaría a industrializarse y a simpatizar con los soviéticos, formó el Estado socialista de Corea del Norte el 9 de septiembre de 1948. La URSS reconoció a su gabinete como único legal para toda la península. Mientras, al sur, había nacido Corea del Sur, capitalista, el 15 de agosto del mismo año, entonces la parte más pobre de la península. La ONU organizó sus elecciones. En 1945 el 93% de la industria del acero y el 86% de la química estaban en Corea del Norte, mientras que el Sur funcionaba prácticamente sólo como proveedor de alimentos.
La división desembocó en 1950 en la guerra de Corea, que comenzó por la invasión del norte sobre el sur. Esta guerra acentuó las diferencias entre EE. UU. y la URSS y condujo indirectamente a la regeneración económica de Japón.